# Samuel Levine
Samuel "Red" Levine (27 de diciembre de 1902/1903(?) - 7 de abril de 1972) fue un mafioso estadounidense, descrito como el jefe de la escuadra de gánsters judíos de Lucky Luciano.

## Primeros años
Levine nació en Toledo, Ohio, y creció en el Lower East Side de Manhattan, Nueva York. Para ayudar a su familia, trabajó en un camión de hielo a la edad de 8 y fue asignado a escuelas no escolarizadas hasta que mintió sobre su edad y se enroló en la Armada de los Estados Unidos a los 15 años de edad. Dice que estuvo en peleas a bordo constantemente debido a su pelo rojo y su herencia judía. Luego dejaría el buque en la República de Panamá y volvería a Nueva York.

## Carrera de mafioso
Levine era miembro de la notoria pandilla mafiosa Murder, Inc., y se dice que fue el sicario de la misma junto con Dutch Schultz y Abraham "Bo" Weinberg, en los asesinatos de 1931 de Joe "The Boss" Masseria y, junto con Joe Adonis, Albert "The Mad Hatter" Anastasia y Benny "Bugsy" Siegel, uno de los tres sicarios enviados por Meyer Lansky para asesinar al jefe de la mafia Salvatore Maranzano en su oficina. Ellos lograron entrar actuando como agentes del gobierno. Una vez dentro de la oficina de Maranzano en el piso nueve del Helmsley Building, desarmaron a los guardias y dispararon y apuñalaron a Maranzano.
Levine tuvo una larga rivalidad con su compañero de Murder, Inc., Charles "The Bug" Workman. Estaba irritado de que el ambicioso Workman tomó la mayor parte de los contratos de sicariato que debían corresponderle. En su testimonio ante la corte, Abe Reles recordó que Levine una vez se quejó con él de que "cada vez que consigo un contrato, Charlie esta merodeando por ahí para realizar el asesinato."
Un retrato del rara vez fotografiado Levine aparece en el libro New York City Gangland, mostrándolo durante su carrera como un asesino de Murder, Inc. assassin. No hay mención de él cuando la mayor parte de Murder, Inc. y sus facciones fueron rodeados y exitosamente perseguidos para fines de 1940. Él simplemente desapareció y no se escuchó más hasta algún punto indeterminado.
Una pequeña nota en The New York Times del 22 de diciembre del 2009, brindó unas pocas pistas sobre el paradero post-1940 de Levine. Según Sanford L. Smith, hijo de Izzy Smith quien era propietario de la Zion Memorial Chapel en la intersección de las calles Canal y Ludlow en el Lower East Side de Manhattan, tuvieron a Levine en la nómina de pagos hasta 1965 o 1966. "Red [Levine] era uno de los pocos tipos de Murder Inc. que no fue asesinado ni enviado a prisión. Estaba en nuestra nómina d epagos. Necesitaba mostrar ingresos legítimos. Red recogía un cheque por $200 cada semana," contó Smith al The New York Times.
Algo más de la vida de Levine aparece en un artículo de The Village Voice fechado el 6 de marzo del 2001 que brevemente discuta la actividad de Levine con el Newspaper and Mail Deliverers Union (NMDU) y sugiere que su participación en el sindicato tuvo lugar en los años 1970 cuando tenía más de 70 años de edad: "Formado a inicios de los años 1900, el Newspaper and Mail Deliverers Union era en partes iguales irlandés, italiano y judío, un reflejo de los grupos étnicos dominantes en la ciudad en ese entonces. Ya en los años 1970, los raqueteros judíos tuvieron un rol mayor en el sindicato. Uno de ellos, Red Levine, decía ser uno de los asesinos de Salvatore Maranzano, el mafioso de la vieja escuela que ayudó a fundar la Cosa nostra estadounidense. Oficiales de la ley, así como miembros de larga data del sindicato y asociados a la mafia (que usualmente eran la misma cosa en la NMDU) decían que Levine inteligentemente permitió a cada una de las cinco familias mafiosas de la ciudad tener un pedazo de la acción de reparto de periódicos, que incluía ventas en contrabando de papeles robados así como usura y apuesta entre los conductores."
En sus últimos años, Levine pasó tiempo en el barrio de Little Italy, frecuentando el Knotty Pine Social Club, un conocido escondite de la Mafia operado por el capo de la familia Genovese Peter DeFeo, así como el Raven Knights Social club, más conocido en años posteriores como el "Ravenite". Tuvo un  hijo que fue arrestado en su juventud por crímenes relacionados con la mafia. 

## En la cultura popular
Levine fue interpretado por Paul Bruce en la serie de televisión original de 1959 "Los intocables".
Levine es el tío bisabuelo político del artista estadounidense Sam Gould, del proyecto artístico colaborativo Red 76. El proyecto del grupo llamado Levine's Market and Meeting House es un ligero homenaje a Levine.